# Ivan Ivanovich (programa Vostok)

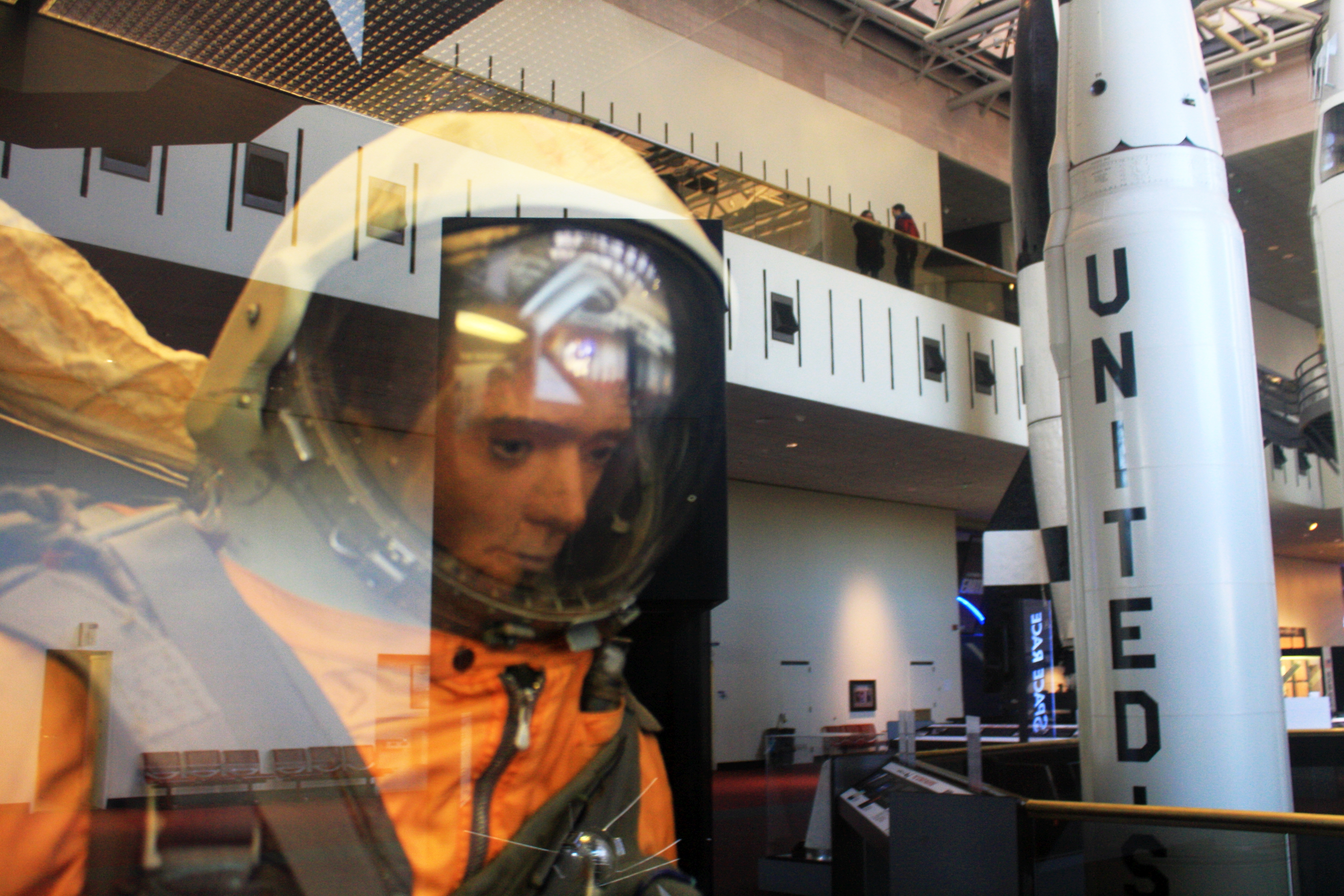
Ivan Ivanovich em exposição no Museu Nacional do Ar e do Espaço em 2013

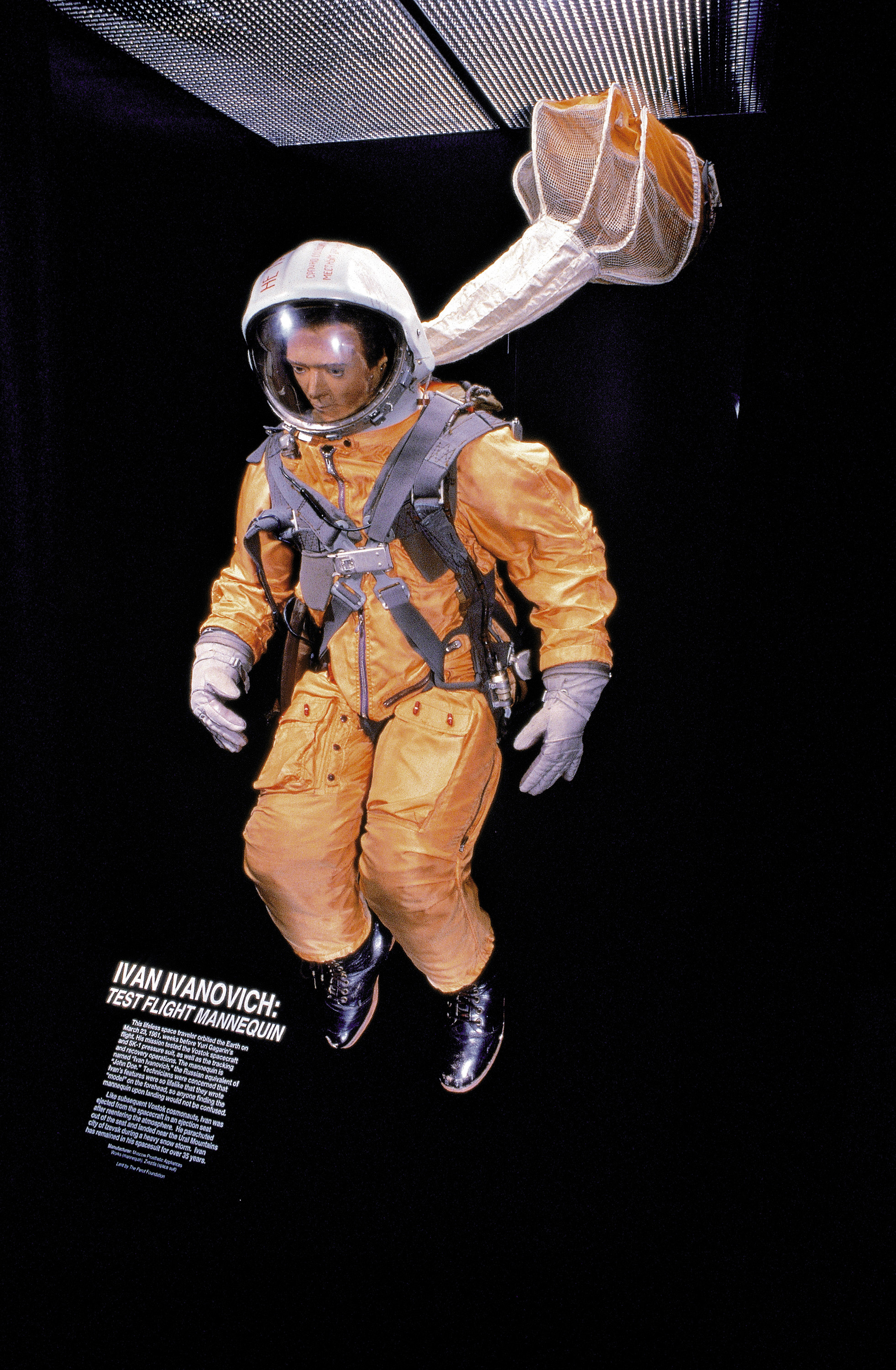
Exibição completa de Ivan Ivanovich

Ivan Ivanovich (em russo Иван Иванович que significa João Ninguém), foi o nome atribuído a um manequim usado nos primeiros testes de voos espaciais soviéticos usando a espaçonave Vostok.
Ele foi construído para ser tão semelhante a um ser humano quanto possível, com olhos, sobrancelhas, cílios, boca, etc. Ele foi vestido com um traje espacial, com uma placa sob o visor do capacete, onde se lia "МАКЕТ", o termo russo para maquete ou manequim, para que quem quer que o encontrasse, não pensasse que fosse um astronauta morto ou algum alienígena.
O manequim Ivan voou duas vezes em missões semelhantes, em ambas acompanhados de um cão. A primeira em 9 de Março de 1961 na Sputnik 9, e a segunda em 26 de Março de 1961 na Sputnik 10.

## Outros usos
Em 1993, Ivan foi leiloado na Sotheby's, com a proposta vencedora vindo de uma fundação pertencente ao empresário americano Ross Perot. Ele arrecadou US$ 189,5 mil. Desde 1997, ele está emprestado ao Museu Nacional do Ar e do Espaço, onde esteve em exposição, ainda em seu traje espacial, até 2017, quando foi transferido de volta para a coleção particular de Ross Perot.

Em 2006, o nome Ivan Ivanovich foi usado como apelido para o SuitSat-1, um satélite feito de um traje espacial em desuso, ejetado da Estação Espacial Internacional.